# Distribució de Poisson truncada a zero
En teoria de la probabilitat, la distribució de Poisson truncada a zero (ZTP) és una certa distribució de probabilitat discreta el suport de la qual és el conjunt de nombres enters positius. Aquesta distribució també es coneix com a distribució de Poisson condicional o distribució de Poisson positiva. És la distribució de probabilitat condicional d'una variable aleatòria distribuïda per Poisson, atès que el valor de la variable aleatòria no és zero. Per tant, és impossible que una variable aleatòria ZTP sigui zero. Penseu, per exemple, en la variable aleatòria del nombre d'articles a la cistella d'un comprador a la línia de pagament d'un supermercat. Presumiblement, un comprador no està en línia amb res a comprar (és a dir, la compra mínima és d'1 article), de manera que aquest fenomen pot seguir una distribució ZTP.
Com que el ZTP és una distribució truncada amb el truncament estipulat com a k > 0, es pot derivar la funció de massa de probabilitat g(k;λ) a partir d'una distribució estàndard de Poisson f(k;λ) de la manera següent:
{\displaystyle g(k;\lambda )=P(X=k\mid X>0)={\frac {f(k;\lambda )}{1-f(0;\lambda )}}={\frac {\lambda ^{k}e^{-\lambda }}{k!\left(1-e^{-\lambda }\right)}}={\frac {\lambda ^{k}}{(e^{\lambda }-1)k!}}}
La mitjana és
{\displaystyle \operatorname {E} [X]={\frac {\lambda }{1-e^{-\lambda }}}={\frac {\lambda e^{\lambda }}{e^{\lambda }-1}}}
i la variància és
{\displaystyle \operatorname {Var} [X]={\frac {\lambda +\lambda ^{2}}{1-e^{-\lambda }}}-{\frac {\lambda ^{2}}{(1-e^{-\lambda })^{2}}}=\operatorname {E} [X](1+\lambda -\operatorname {E} [X])}